# Islotes Betbeder
Los islotes Betbeder son un grupo de pequeñas islas que marcan el extremo oeste del archipiélago Wilhelm, frente a la costa oeste de la península Antártica. Se encuentran 35 kilómetros al oeste del cabo Tuxen.
Se encuentran conformados por dos islotes y tres rocas que despiden bajofondos y arrecifes.

## Historia y toponimia
Fueron descubiertos por la Tercera Expedición Antártica Francesa de 1903-1905, al mando de Jean-Baptiste Charcot, quien la nombró en honor al contraalmirante Onofre Betbeder, ministro de Marina de la República Argentina en dos oportunidades (1901-1904 y 1906-1910), quien además facilitó el reacondicionamiento del buque de la expedición en Buenos Aires en diciembre de 1903.
En algunas cartas náuticas chilenas de 1947, estos islotes figuraron como islas Betbeder y como isla Tucapel.

## Reclamaciones territoriales
Argentina incluye las islas en el departamento Antártida Argentina dentro de la provincia de Tierra del Fuego, Antártida e Islas del Atlántico Sur; para Chile forman parte de la comuna Antártica de la provincia Antártica Chilena dentro de la Región de Magallanes y de la Antártica Chilena; y para el Reino Unido integran el Territorio Antártico Británico. Las tres reclamaciones están sujetas a las disposiciones del Tratado Antártico.
Nomenclatura de los países reclamantes: 
- Argentina: islotes Betbeder[6][7]
- Chile: islotes Betbeder[5]
- Reino Unido: Betbeder Islands[4]